# 레데이 정리
반군론에서, 레데이 정리(영어: Rédei’s theorem)는 유한 집합 위의 자유 가환 반군 위의 합동 관계가 오름 사슬 조건을 만족시킨다는 정리이다.

## 정의
레데이 정리에 따르면, 유한 집합 {\displaystyle X} 위의 자유 가환 반군 {\displaystyle \langle X\rangle } 위의 합동 관계들의 격자 {\displaystyle \operatorname {Cong} (\langle X\rangle )}는 오름 사슬 조건을 만족시킨다.
증명:
각 원소 {\displaystyle N\in \langle X\rangle }을 {\displaystyle X=\{x_{1},\dots ,x_{|X|}\}}에 대한 단항식
{\displaystyle X^{N}=x_{1}^{n_{1}}\cdots x_{|X|}^{n_{|X|}}\in \mathbb {Z} [x_{1},\dots ,x_{|X|}]}
으로 표기하자.
{\displaystyle \langle X\rangle } 위의 임의의 합동 관계 {\displaystyle \sim }에 대하여, {\displaystyle M\sim N}인 {\displaystyle X^{M}-X^{N}}들로 생성된 아이디얼을 {\displaystyle {\mathfrak {i}}_{\sim }\subseteq \mathbb {Z} [x_{1},\dots ,x_{|X|}]}라고 하고,
{\displaystyle M\sim N\iff X^{M}-X^{N}\in {\mathfrak {i}}_{\sim }}
임을 보이자. {\displaystyle M\sim N}는 자명하게 {\displaystyle X^{M}-X^{N}\in {\mathfrak {i}}_{\sim }}를 함의한다. 이제, {\displaystyle X^{M}-X^{N}\in {\mathfrak {i}}_{\sim }}라고 가정하자. 그렇다면 {\displaystyle X^{M}-X^{N}}은 유한 개의 서로 합동인 두 단항식의 차들의 합이다. 만약 {\displaystyle X^{M}-X^{N}=0}이라면, {\displaystyle M=N}이므로 {\displaystyle M\sim N}이다. 만약
{\displaystyle X^{M}-X^{N}=X^{A}-X^{B}}
{\displaystyle A\sim B}
{\displaystyle A\neq B}
인 {\displaystyle A,B}가 존재한다면, {\displaystyle M=A\sim B=N}이다. 이제
{\displaystyle X^{M}-X^{N}=(X^{A}-X^{B})+(X^{C}-X^{D})}
{\displaystyle A\sim B}
{\displaystyle A\neq B}
{\displaystyle C\sim D}
{\displaystyle C\neq D}
인 {\displaystyle A\sim B,C\sim D}가 존재한다고 하자. 그렇다면, {\displaystyle M\in \{A,C\}}이며, {\displaystyle N\in \{B,D\}}이다. 만약 {\displaystyle M=A,N=B}이거나 {\displaystyle M=C,N=D}라면, {\displaystyle M\sim N}이다. 만약 {\displaystyle M=A,N=D}이거나 {\displaystyle M=C,N=B}라면, 편의상 {\displaystyle M=A,N=D}라고 하자. 그렇다면, {\displaystyle B=C}이므로,
{\displaystyle X^{M}-X^{N}=(X^{A}-X^{B})+(X^{C}-X^{D})=X^{A}-X^{B}+X^{B}-X^{D}=X^{A}-X^{D}}
{\displaystyle A\sim B=C\sim D}
이며, 따라서 {\displaystyle M\sim N}이다. 이와 같은 과정을 반복하면 항상 {\displaystyle M\sim N}임을 알 수 있다.
반대로, 임의의 아이디얼 {\displaystyle {\mathfrak {i}}\subseteq \mathbb {Z} [x_{1},\dots ,x_{|X|}]}에 대하여,
{\displaystyle M\sim N\iff X^{M}-X^{N}\in {\mathfrak {i}}}
는 자명하게 {\displaystyle \langle X\rangle } 위의 합동 관계를 이룬다.
이에 따라, {\displaystyle \langle X\rangle } 위의 합동 관계는 {\displaystyle \mathbb {Z} [x_{1},\dots ,x_{|X|}]}의 아이디얼들과 일대일 대응하며, 또한 {\displaystyle \operatorname {Cong} (\langle X\rangle )}는 {\displaystyle \mathbb {Z} [x_{1},\dots ,x_{|X|}]}의 아이디얼들의 격자와 순서 동형이다. 특히, 힐베르트 기저 정리에 따라, {\displaystyle \mathbb {Z} [x_{1},\dots ,x_{|X|}]}는 뇌터 환이므로, {\displaystyle \mathbb {Z} [x_{1},\dots ,x_{|X|}]}의 아이디얼들은 오름 사슬 조건을 만족시키며, 따라서 {\displaystyle \operatorname {Cong} (\langle X\rangle )} 역시 오름 사슬 조건을 만족시킨다.

## 따름정리

### 유한 생성 가환 반군 위의 합동 관계
레데이 정리에 따라, 유한 생성 가환 반군의 합동 관계들의 격자는 오름 사슬 조건을 만족시킨다. 이에 따라, 유한 생성 가환 반군의 합동 관계는 항상 유한 생성 합동 관계이다. 특히, 유한 생성 가환 반군의 반군 아이디얼은 항상 유한 생성 반군 아이디얼이다.

### 유한 집합 위의 자유 가환 반군의 반사슬
자유 가환 반군은 약수 관계에 대하여 부분 순서 집합을 이룬다. 레데이 정리에 따라, 유한 집합 위의 자유 가환 반군의 반사슬은 항상 유한 집합이다.
증명:
임의의 부분 집합 {\displaystyle A\subseteq \langle X\rangle }에 대하여, {\displaystyle A}로 생성된 {\displaystyle \langle X\rangle }의 반군 아이디얼은 {\displaystyle A}의 상폐포 {\displaystyle I=\uparrow A}이다. 레데이 정리에 따라, {\displaystyle I}는 {\displaystyle \langle X\rangle }의 유한 생성 반군 아이디얼이며, {\displaystyle I=\uparrow S}인 유한 집합 {\displaystyle S\subseteq \langle X\rangle }가 존재한다.
만약 {\displaystyle A}가 반사슬이라면, 임의의 {\displaystyle a\in A}에 대하여, {\displaystyle s\mid a}인 {\displaystyle s\in S}를 취하자. 그렇다면, {\displaystyle a}는 {\displaystyle I}의 극소 원소이므로, {\displaystyle a=s\in S}이다. 즉, {\displaystyle A\subseteq S}이며, 특히 {\displaystyle A}는 유한 집합이다.

## 역사
헝가리의 수학자 라슬로 레데이(헝가리어: László Rédei)의 이름을 땄다.

## 참고 문헌
- Grillet, P. A. (2001). 《Commutative Semigroups》. Advances in Mathematics (영어) 2. Boston, MA: Springer. doi:10.1007/978-1-4757-3389-1. ISBN 978-1-4419-4857-1.